# St Cuthbert Out
St Cuthbert Out – civil parish w Anglii, w hrabstwie Somerset, w dystrykcie (unitary authority) Somerset. Leży 32 km na południe od miasta Bristol i 183 km na zachód od Londynu. W 2001 roku civil parish liczyła 3459 mieszkańców.